# Die Privatsekretärin (film 1931)
Die Privatsekretärin è un film del 1931 diretto da Wilhelm Thiele. Nel 1953, ne venne fatto un remake, Die Privatsekretärin, diretto da Paul Martin.

## Trama
Vilma Förster è una bella ragazza che, dalla provincia, arriva nella grande città: trovata una stanza in un pensionato femminile, si mette alla ricerca di un lavoro. Dopo diversi tentativi andati a vuoto, lo trova in una banca dove - anche grazie alle sue belle gambe - viene assunta come dattilografa. Il suo capo ufficio cerca di farle delle avances che lei però rifiuta. Una sera, rimasta a lavorare fuori orario, viene invitata a cena dopo gli straordinari da quello che lei crede un collega. In verità, il suo nuovo corteggiatore non è un semplice impiegato, ma è il direttore della banca. Dopo una corte serrata, il giovane riuscirà a conquistare la bella segretaria.

## Produzione
Il film fu prodotto dalla Greenbaum-Film e venne girato a Berlino.

### Versioni estere
Come si usava all'epoca, per il mercato estero il film fu girato in diverse versioni. In Italia, con il titolo La segretaria privata e la regia di Goffredo Alessandrini, il film fu interpretato da Elsa Merlini e da Nino Besozzi. La versione francese prese il titolo Dactylo, con Marie Glory, mentre quella inglese, Sunshine Susie, diretta da Victor Saville, aveva ancora come protagonista Renate Müller.

## Distribuzione
Distribuito dalla Bayerische Filmgesellschaft-m-b-H, uscì nelle sale cinematografiche tedesche il 16 gennaio 1931.